# Oermingen
Oermingen település Franciaországban, Bas-Rhin megyében. Lakosainak száma 1098 fő (2022. január 1.). Oermingen Kalhausen, Dehlingen, Herbitzheim, Keskastel és Vœllerdingen községekkel határos.

## Népesség
A település népességének változása:
| Lakosok száma | 1235 | 1252 | 1266 | 1250 | 1208 | 1167 | 1125 | 1114 | 1098 |
|               | 2013 | 2015 | 2016 | 2017 | 2018 | 2019 | 2020 | 2021 | 2022 |